# Svenn Stray

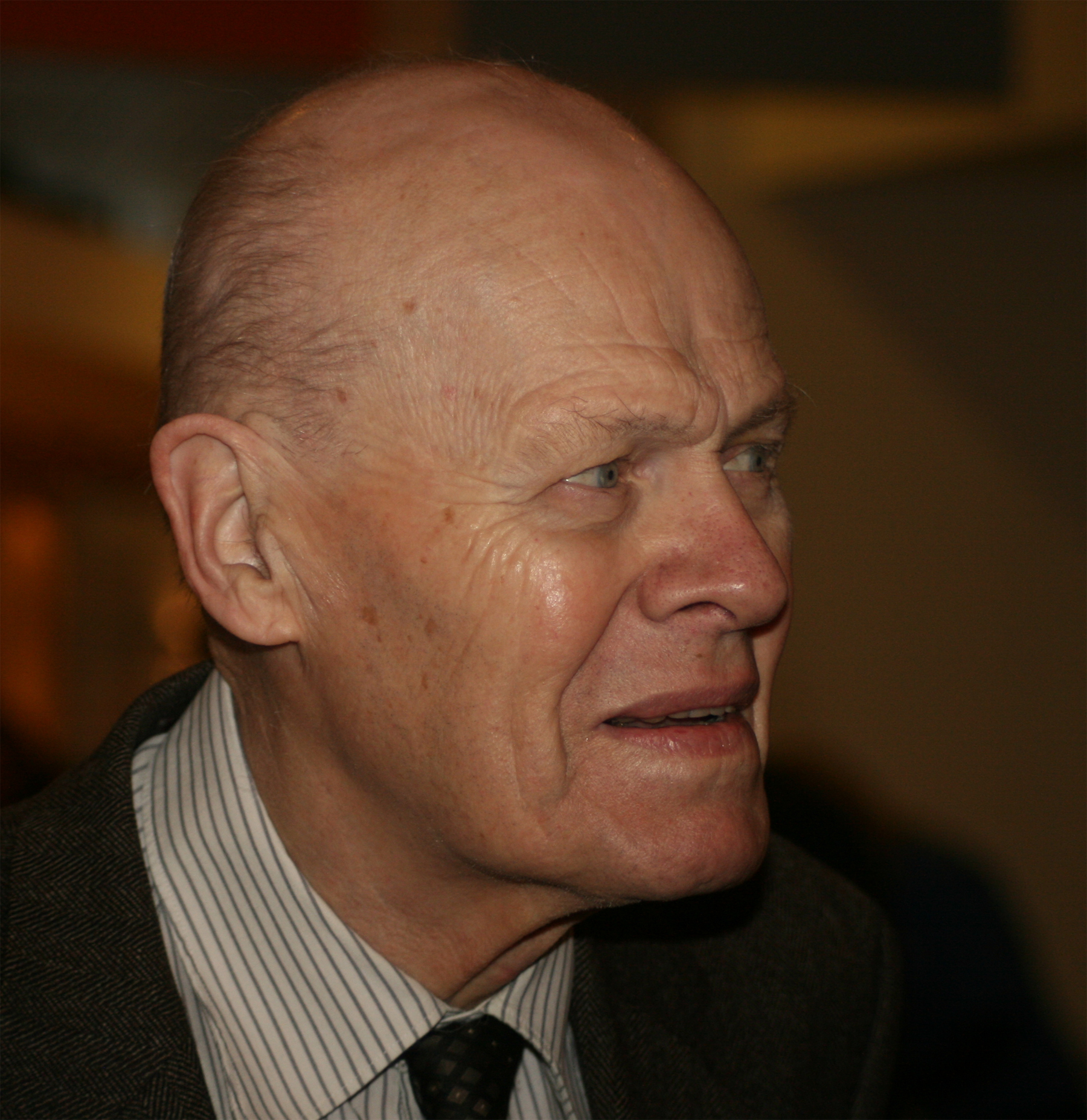
Svenn Thorkild Stray (2009)

Svenn Thorkild Stray (* 11. Februar 1922 in Arendal; † 20. Mai 2012) war ein norwegischer konservativer Politiker (Høyre).
Er wurde 1950 Mitglied des norwegischen Parlaments und war Vorsitzender der konservativen Parlamentsfraktion von 1965 bis 1970 und königlicher norwegischer Außenminister von 1970 bis 1971, Vizepräsident des Parlaments von 1973 bis 1981 und von 1981 bis 1986 wieder norwegischer Außenminister. Seit 1985 war er im Parlament nicht mehr vertreten.

## Auszeichnungen
- 1945: Deltagermedaljen 9. april 1940–8. mai 1945
- 1970: Verdienstorden der Bundesrepublik Deutschland
- 1981: Falkenorden
- 1981: Orden de Isabel la Católica
- 1982: Kong Olav Vs jubileumsmedalje 1957–1982
- 1982: Ehrenzeichens der Republik Österreich
- 1983: Finnischer Orden der Weißen Rose
- 1983: Orden der Aufgehenden Sonne
- 1984: Ordre national du Mérite